# Joan Antigó

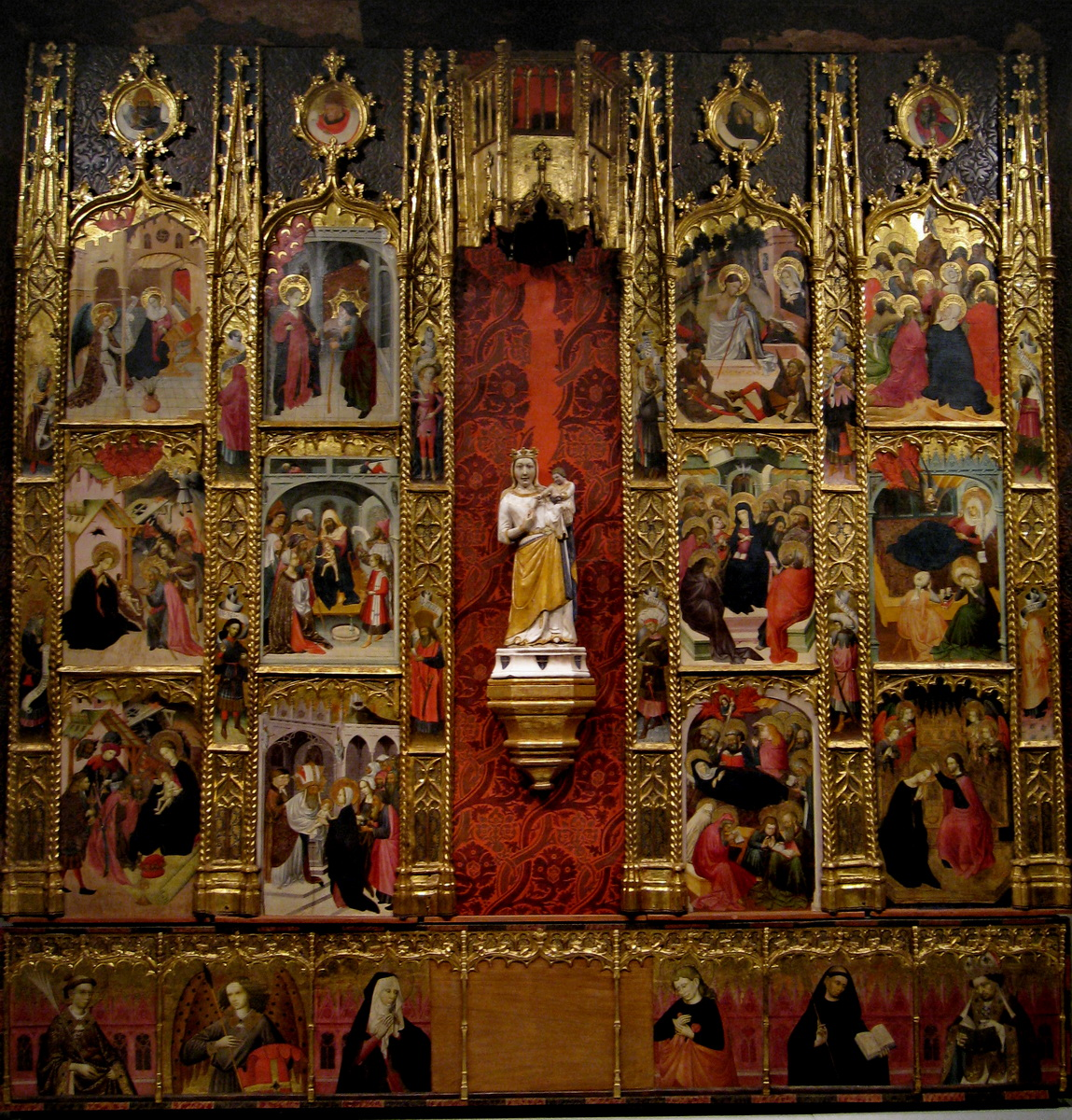
Retablo de Nostra Senyora de l'Escala en el monasterio de San Esteban de Bañolas.

Joan Antigó, ( 1409-1452..) también conocido como maestro de Bañolas, fue un pintor activo en Cataluña en la primera mitad del siglo XV. Probablemente era extranjero y tuvo un marcado carácter italiano en sus obras.

## Biografía
Se le relaciona con la familia Borrassà, donde probablemente fue discípulo del taller familiar. Es conocido por el nombre de maestro de Bañolas debido al retablo de Nuestra Señora de la Escala que hay en el monasterio de San Esteban. Este retablo fue encargado por el abad Pablo por 200 florines y tiene cinco cuerpos verticales, con un espacio al centro para poner la Virgen. Los cuatro cuerpos laterales muestran escenas de la vida de la Virgen por orden cronológico. Con motivo de la celebración del 75 aniversario del Museo Nacional de Arte de Cataluña, se desmontó temporalmente para mostrarlo en el museo. 

## Obra
Su primera obra documentada es el retablo de Santa Catalina de la capilla homónima de la Catedral de Gerona, realizado en 1432 con la probable colaboración de Jaume Borrassà y Francesc Borrassà II. También finalizó un retablo en el castillo de los Vilademany, que había dejado inacabado Francesc Borrassà en el momento de su muerte. 
En 1435 realizó un retablo dedicado a San Andrés para la Iglesia de Sant Gregori y uno dedicado a San Roque para la capilla de la Iglesia de Vilablareix. Más adelante, en 1442, realizó otro retablo para la Iglesia de San Maià de Montcal. 

## Técnica
Su arte se podría incluir dentro del gótico internacional. Su obra denota una gran técnica en el dibujo, con gran habilidad para dibujar rostros y expresiones de personas. 
Se puede ver un retablo atribuido a él y Honorat Borrassà en el Museo Nacional de Arte de Cataluña. La obra es un retablo a San Juan Bautista y San Esteban.  